# Aracaju
Aracaju är en hamnstad i östra Brasilien och är huvudstad i delstaten Sergipe. Folkmängden uppgår till cirka 620 000 invånare, med cirka 910 000 invånare i hela storstadsområdet. Staden är en av de första som planerades i Brasilien med avsikt att bli delstatshuvudstad, vilket skedde den 17 mars 1855.

## Administration
Kommunen består av ett enda distrikt, Aracaju. Storstadsområdet, Região Metropolitana de Aracaju, bildades formellt den 29 december 1995 och består av de fyra kommunerna Aracaju, Barra dos Coqueiros, Nossa Senhora do Socorro och São Cristóvão.

## Ekonomi
Ekonomin baseras på service, industri och turism.

## Klimat
Aracaju har ett typiskt tropiskt klimat med hög temperatur och luftfuktighet under hela året. Temperaturen är aldrig extrem och ljumma vindar kommer från oceanen. Januari är den varmaste månaden med mer sol och en maxtemperatur på 32 °C och en minimitemperatur på 22 °C, juli är kallast med mer regn och en maxtemperatur på 27 °C och en minimitemperatur på 17 °C.
|                                            | Jan  | Feb  | Mar  | Apr   | Maj   | Jun   | Jul   | Aug  | Sep  | Okt  | Nov  | Dec  |
| ------------------------------------------ | ---- | ---- | ---- | ----- | ----- | ----- | ----- | ---- | ---- | ---- | ---- | ---- |
| Normaldygnets maximitemperaturs medelvärde | 30   | 30   | 30   | 30    | 29    | 28    | 27    | 27   | 28   | 28   | 29   | 29   |
| Normaldygnets minimitemperaturs medelvärde | 24   | 24   | 24   | 24    | 23    | 22    | 22    | 22   | 23   | 23   | 24   | 24   |
|                                            |      |      |      |       |       |       |       |      |      |      |      |      |
| Nederbörd                                  | 39,1 | 44,5 | 53,7 | 119,5 | 151,3 | 153,9 | 120,6 | 81,3 | 50,3 | 39,0 | 36,1 | 29,8 |

| Diagram | temperaturer i °C • månadsnederbörd i mm • Källa: MSN Weather | temperaturer i °C • månadsnederbörd i mm • Källa: MSN Weather | temperaturer i °C • månadsnederbörd i mm • Källa: MSN Weather | temperaturer i °C • månadsnederbörd i mm • Källa: MSN Weather | temperaturer i °C • månadsnederbörd i mm • Källa: MSN Weather | temperaturer i °C • månadsnederbörd i mm • Källa: MSN Weather | temperaturer i °C • månadsnederbörd i mm • Källa: MSN Weather | temperaturer i °C • månadsnederbörd i mm • Källa: MSN Weather | temperaturer i °C • månadsnederbörd i mm • Källa: MSN Weather | temperaturer i °C • månadsnederbörd i mm • Källa: MSN Weather | temperaturer i °C • månadsnederbörd i mm • Källa: MSN Weather | temperaturer i °C • månadsnederbörd i mm • Källa: MSN Weather |
|         | 39 30 24                                                      | 45 30 24                                                      | 54 30 24                                                      | 120 30 24                                                     | 151 29 23                                                     | 154 28 22                                                     | 121 27 22                                                     | 81 27 22                                                      | 50 28 23                                                      | 39 28 23                                                      | 36 29 24                                                      | 30 29 24                                                      |

## Kommunikationer

### Flyg
Aracajus internationella flygplats förbinder staden med många brasilianska städer samt har internationell linje till Montevideo i Uruguay.
Flygplatsen invigdes den 30 oktober 1952 och hade då en 1 200 meter lång landningsbana. Den fick inte vägförbindelse förrän 1958. 1961 förlängdes landningsbanan till 1 500 meter och en passagerarterminal byggdes 1962. I februari 1975 togs administrationen över av Infraero.

### Vägar
Aracaju har vägförbindelse med Brasiliens största städer via vägarna BR-101 och BR-235.

## Kultur

### Museer
- Museu do Artesanato
- Museu do Instituto Histórico e Geográfico de Sergipe
- Museu do Homem Sergipano
- Museu Memorial de Sergipe
- Museu de Antropologia
- Museu de Arte Bélica da Polícia Militar de Sergipe
- Museu de Arte e História Rosa Faria

### Bibliotek
- Arquivo Público Estadual de Sergipe
- Biblioteca da FANESE
- Biblioteca Pública Epiphâneo Dórea

### Biografer
- Jardins Mall (CINEMARK)

## Utbildning
Portugisiska är landets officiella språk och lärs därför ut som förstaspråk i skolorna. Undervisning på engelska och spanska sker på de högre utbildningarna.

### Utbildningsinstitut
- Universidade Federal de Sergipe
- Universidade Tiradentes
- Faculdade São Luís
- Sociedade de Ensino Superior de Sergipe

## Vänorter
- Salvador,  Brasilien